# Sweet Sacrifice
Sweet Sacrifice – trzeci singel grupy Evanescence pochodzący z płyty The Open Door. 
Premiera teledysku miała miejsce dnia 5 kwietnia 2007 r. Trzecim planowanym singlem miała być piosenka „All That I'm Living For”, ale została zmieniona zgodnie z życzeniami fanów, którzy uważali i właśnie „Sweet Sacrifice” jest jedną z lepszych piosenek na płycie.
Teledysk do „Sweet Sacrifice” został nakręcony 9 i 10 marca 2007 w Burbank stanie Kalifornia. Reżyserem jest Paul Brown. 